# Ålundamagasinet

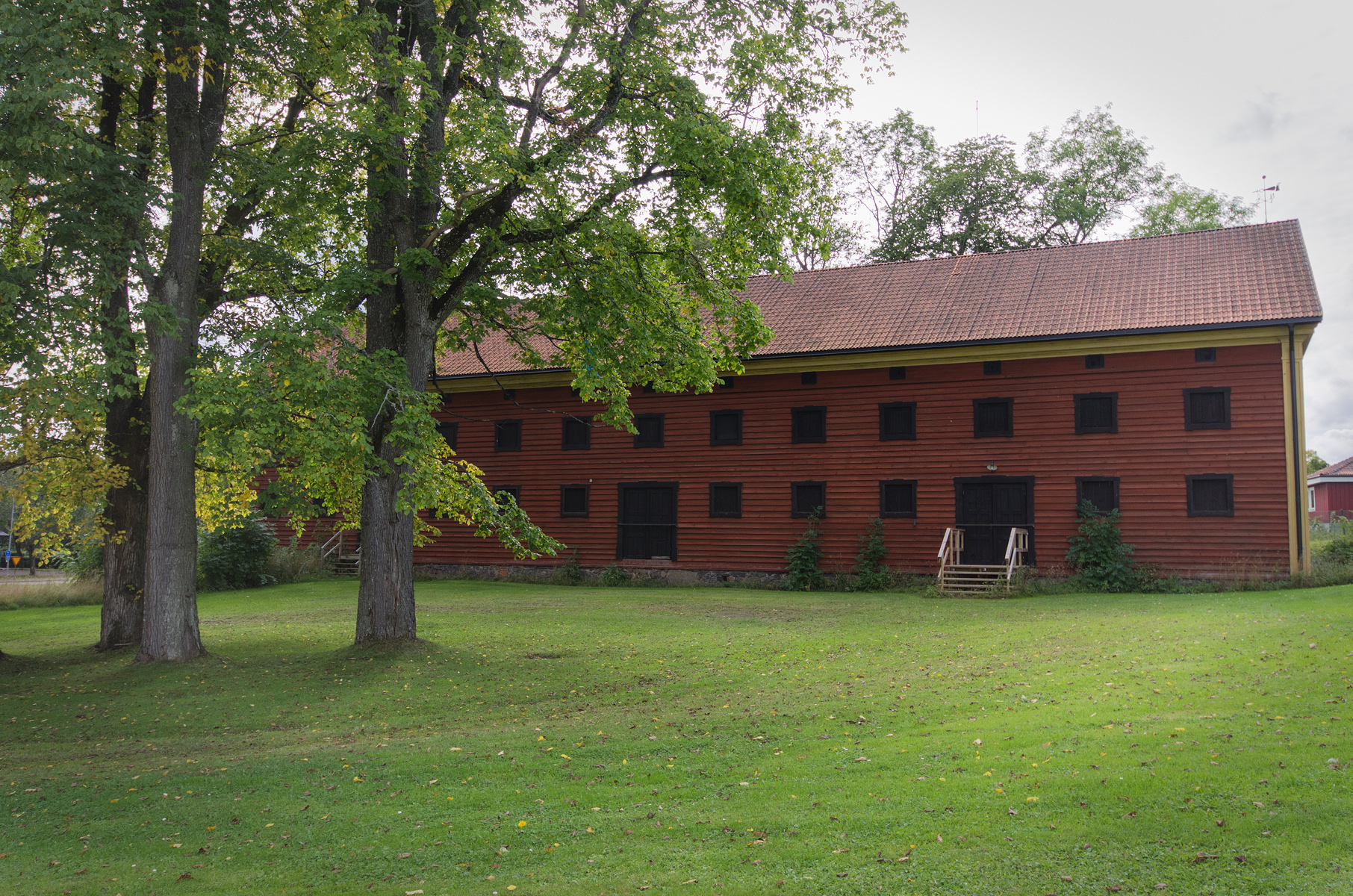
Fasad åt nordost

Ålundamagasinet är ett omkring trettiofem meter långt och två våningar högt sädesmagasin i Åtvidaberg.
Ålundamagasinet uppfördes 1866 av Åtvidabergs kopparverk efter ritningar av Carl Eric Ferngren av Josef Jonsson. Magasinet byggdes för att inrymma "Spannmål, Materialbodar och Källare för Victualier". Brukets anställda ska enligt uppgift ha hämtat ut sin lön in natura här. 
På 1880-talet gjordes en tillbyggnad med hiss och körport på västra långsidan. 
Den senaste restaureringen genomfördes 1992 då fasaden ommålades med ljus rödfärg, hörn och taklist målades med gul linoljefärg, portar och luckor ströks med stenkolstjära och taket lades om med nytt tegel.
Byggnaden inrymmer två våningar, vind och stenvälvd källare. Taket är ett sadeltak, som täcks av rött tvåkupigt lertegel. Fasaden är klädd med ljus faluröd panel på förvandring. Hörnen är utformade som pilastrar med profilerade krön. Utmed takfoten och gavelspetsarna löper en kraftig, profilerad list. Gavlarna har listverk, gesims. Pilastrarna och listverken är målade i ockragul linoljefärg. Mot väster finns en tillbyggnad med körport och hiss. Byggnadens portar utgörs av dubbla trädörrar. Våningsplanen markeras med rader av luckförsedda öppningar, vilka är strukna med stenkolstjära. Byggnaden vilar på en granitsockel med inslag av den lokala bäckfallstenen. Källarvåningen har två portar mot söder, vilka delvis murats igen med rött tegel och försetts med mindre portar. Källarvåningen är förlängd med stenmur på båda sidorna. Var och en av dessa har en träport.
Byggnaden har en planlösning med öppna våningsplan där bjälklaget bärs upp av trästolpar. Husets invändiga trappor är utförda i trä. Till byggnadens ursprungliga inredning hör dörrar, fönsterluckor, väggpanel och dörrlås.
Magasinet var ursprungligen målat i en ljus rödfärg med taklist och hörn målade i gul linoljefärg. Portar och luckor var från början rödfärgade men har senare strukits med stenkolstjära.
Byggnaden blev byggnadsminne 2007.